# الش ویل
شهر الش ویل   در بخش ارلوشم در  ایالت بزل‌کونتریدر کشور سوئیس  واقع شده‌است که  ۱۸٬۲۰۰ نفر جمعیت دارد.